# Fissidens danckelmanii
Fissidens danckelmanii är en bladmossart som beskrevs av C. Müller 1886. Fissidens danckelmanii ingår i släktet fickmossor, och familjen Fissidentaceae. Inga underarter finns listade i Catalogue of Life.